# Trichordestra legitima
Trichordestra legitima là một loài bướm đêm trong họ Noctuidae.